# Huaviña
Huaviña es un Poblado chileno ubicada en la pre-cordillera de la comuna de Huara en la quebrada de Tarapacá, a 80 kilómetros de su capital comunal y a 153 kilómetros de Iquique. Su población tiene como principal actividad económica la agricultura, además de la crianza de diversos animales para su venta particular.
Huaviña tiene un rico legado cultural aymara de colorido y naturaleza, que se traduce en festividades religiosas variadas durante el año y un ambiente lleno de creencias que rescatan tradiciones ancestrales. La iglesia del poblado data del siglo XVII restaurada tras el Terremoto que azotó el norte de Chile en el año 2005 y fue declarada Monumento Nacional en 1953. Cuenta con una estructura decorada en estilo barroco, así como imágenes religiosas de cargada emotividad.
El patrono y protector es San Juan, cuya fiesta celebran los fieles el 23, 24, 25 y 26 de junio aparte de otras festividades religiosas durante el año.